# Orehovec, Šmarje pri Jelšah
Orehovec je naselje v Občini Šmarje pri Jelšah.